# Sandwich, New Hampshire
Sandwich är en kommun (town) i Carroll County i delstaten New Hampshire, USA med 1 326 invånare (2010).